# Tommy McClendon
Tommy McClendon (Yokohama, 27 marzo 1961) è un chitarrista e violinista giapponese naturalizzato statunitense noto per la sua militanza nelle band UFO e Soulmotor, nonché per la sua collaborazione con Janet Jackson, della quale è il chitarrista..

## Biografia

### I primi anni
McClendon è nato a Yokohama nel 1961, e si è trasferito a Stockton, in California, all'età di 10 anni. Polistrumentista, ha iniziato a studiare violino all'età di 5 anni, pianoforte a 10 e chitarra a 13. La prima band di McClendon si è formata quando aveva 15 anni con suo fratello Dan. Si è diplomato alla Lincoln High School di Stockton nel 1972. McClendon si è esibito in diverse band prima di diventare un membro degli UFO nel 1982.

### Con gli UFO
Pochi mesi dopo che McClendon si unisse agli UFO, la band si sciolse in seguito allo scarso successo del tour. In seguito, Phil Mogg, tramite Mike Varney, contattò McClendon, chiedendogli di entrare in una nuova band. Il progetto non andò in porto, così, nel 1985, Mogg finì per rifondare gli UFO, i quali, nel 1985, pubblicarono l'album Misdemeanor.
Sempre con McClendon alla chitarra ritmica, incisero Ain't Misbehavin', nel 1988, dopodiché il gruppo si sciolse nuovamente.

### Dopo gli UFO
Nel 1999 McClendon divenne il primo chitarrista della band hair metal Soulmotor, fondata dall'ex bassista dei Tesla, Brian Wheat.
Uscito dalla band nel 2005, fu uno dei fondatori dei Revolution Wheel, band che aveva come membri alcuni ex Soulmotor.
Nel 2010 diventa il chitarrista ufficiale di Janet Jackson, con la quale incide nel 2015 l'album Unbreakable.

## Discografia

### Con gli UFO
- 1985 - Misdemeanor
- 1988 - Ain't Misbehavin'

### Con i Soulmotor
- 1999 - Soulmotor
- 2002 - Revolution Wheel
- 2011 - Wrong Place at the Right Time

### Collaborazioni (parziale)
- 1998 - Tommy Tutone - Tutone.rtf
- 2004 - Tony Vega - Yeah You Right
- 2015 - Janet Jackson - Unbreakable